# Francesco Luigi Gonzaga
Francesco Luigi Gonzaga (Vescovato, 21 ottobre 1763 – Venezia, 17 dicembre 1832) fu l'ultimo signore effettivo di Vescovato, patrizio veneto, grande di Spagna di prima classe dal 1783.

## Biografia
Francesco Luigi nacque a Vescovato nel 1763, da Francesco Niccolò Gonzaga (Francesco III della linea collaterale dei Gonzaga di Vescovato) e da Olimpia Scotti.
Alla morte del padre nel 1783 ereditò i titoli familiari e quindi il rango di Capo della Casa dei Gonzaga (che spettava al ramo di Vescovato dal 1746). Intorno al 1790 iniziò l'attività politica a Mantova e fu nominato membro del senato di Mantova e incaricato dell'amministrazione militare e giuridica della città. Entrò in rapporto con le maggiori famiglie di Mantova, tra le quali i Cavriani e gli Arrivabene. Fu nominato dall'imperatore Leopoldo II governatore e podestà di Mantova.

### Rivoluzione francese e Restaurazione
A seguito della Rivoluzione francese nel 1792 visitò segretamente il principe Onorato III di Monaco, con cui intratteneva relazioni d'affari e politiche, cercando di mediare tra la Francia e l'Impero austro-ungarico. Fu inoltre in contatto con il prussiano duca di Brunswick, con l'austriaco Klemens Wenzel von Metternich e con il francese Charles Maurice de Talleyrand-Périgord.
Nel 1796, a seguito dell'invasione francese in Italia, fedele all'Impero, si ritirò a Venezia, dove i Gonzaga godevano del patriziato.
Come governatore e podestà di Mantova trattò nel 1797 la resa della città alle truppe napoleoniche dopo l'assedio di Mantova, rifugiandosi successivamente a Vienna, dove strinse amicizia con Heinrich Johann Bellegarde e con il conte Federico Confalonieri. Incontrò segretamente il principe Ludovico di Baviera a Bolzano. Dopo la battaglia di Waterloo chiese al cancelliere von Metternich di poter rientrare a Mantova come duca titolare di un ripristinato Ducato di Mantova sotto la protezione austriaca. Con la Restaurazione la città venne tuttavia inglobata nel Lombardo Veneto austriaco.
Nel 1819, a seguito della morte a Vienna di Luigi III Gonzaga, pretendente Principe di Castiglione, venne informato sui patti che Luigi aveva firmato nel 1772 con Maria Teresa d'Austria circa la cessione dei feudi di Castiglione, Medole e Solferino e l'impero pretese che il consenso venisse firmato anche dai Gonzaga di Luzzara e dai Gonzaga di Vescovato.
Morì a Venezia nel 1832.

## Discendenza
Francesco Luigi sposò Giulia Cavriani (1767-1846), figlia del marchese Ferdinando (1717-1795) di Mantova, della nobile famiglia Cavriani, dama della Croce stellata, ed ebbero tre figli:
- Teresa, sposò Giovanni Soranzo[1]
- Francesco (1785-1786)[1]
- Eleonora, dama della Crociera dal 1817,[1] sposò Francesco Zenetti.

## Ascendenza
|                            |   |                        | Genitori |  |  | Nonni |  |  | Bisnonni               |  |  | Trisnonni             |  |
|                            |   |                        |          |  |  |       |  |  | Carlo Giuseppe Gonzaga |  |  | Gian Giordano Gonzaga |  |
|                            |   |                        |          |  |  |       |  |  | Carlo Giuseppe Gonzaga |  |  | Gian Giordano Gonzaga |  |
|                            |   | Eleonora Manenti       |          |  |  |       |  |  | Carlo Giuseppe Gonzaga |  |  |                       |  |
| Francesco Ferrante Gonzaga |   |                        |          |  |  |       |  |  | Carlo Giuseppe Gonzaga |  |  |                       |  |
|                            |   | Olimpia Soardi Agnelli | …        |  |  |       |  |  |                        |  |  |                       |  |
|                            |   | Olimpia Soardi Agnelli | …        |  |  |       |  |  |                        |  |  |                       |  |
|                            |   | Olimpia Soardi Agnelli | …        |  |  |       |  |  |                        |  |  |                       |  |
| Francesco Niccolò Gonzaga  |   | Olimpia Soardi Agnelli |          |  |  |       |  |  |                        |  |  |                       |  |
|                            |   | …                      | …        |  |  |       |  |  |                        |  |  |                       |  |
|                            |   | …                      | …        |  |  |       |  |  |                        |  |  |                       |  |
|                            |   | …                      | …        |  |  |       |  |  |                        |  |  |                       |  |
| Giulia Isolani             |   | …                      |          |  |  |       |  |  |                        |  |  |                       |  |
|                            |   | …                      | …        |  |  |       |  |  |                        |  |  |                       |  |
|                            |   | …                      | …        |  |  |       |  |  |                        |  |  |                       |  |
|                            |   | …                      | …        |  |  |       |  |  |                        |  |  |                       |  |
| Francesco Luigi Gonzaga    |   | …                      |          |  |  |       |  |  |                        |  |  |                       |  |
|                            | … | …                      |          |  |  |       |  |  |                        |  |  |                       |  |
|                            | … | …                      |          |  |  |       |  |  |                        |  |  |                       |  |
|                            | … | …                      |          |  |  |       |  |  |                        |  |  |                       |  |
| Fabio Scotti               | … |                        |          |  |  |       |  |  |                        |  |  |                       |  |
|                            |   | …                      | …        |  |  |       |  |  |                        |  |  |                       |  |
|                            |   | …                      | …        |  |  |       |  |  |                        |  |  |                       |  |
|                            |   | …                      | …        |  |  |       |  |  |                        |  |  |                       |  |
| Olimpia Scotti             |   | …                      |          |  |  |       |  |  |                        |  |  |                       |  |
|                            |   | …                      | …        |  |  |       |  |  |                        |  |  |                       |  |
|                            |   | …                      | …        |  |  |       |  |  |                        |  |  |                       |  |
|                            |   | …                      | …        |  |  |       |  |  |                        |  |  |                       |  |
| Teresa Ameriga             |   | …                      |          |  |  |       |  |  |                        |  |  |                       |  |
|                            |   | …                      | …        |  |  |       |  |  |                        |  |  |                       |  |
|                            |   | …                      | …        |  |  |       |  |  |                        |  |  |                       |  |
|                            |   | …                      | …        |  |  |       |  |  |                        |  |  |                       |  |
|                            |   | …                      |          |  |  |       |  |  |                        |  |  |                       |  |